# Apospasta maryamae
Apospasta maryamae là một loài bướm đêm trong họ Noctuidae.